# Karl Erdmann (Radsportler)

Karl Erdmann (ca. 1910)

Karl Erdmann, auch Carl Erdmann (geb. vor 1908; gest. nach 1910), war ein deutscher Straßenradrennfahrer und Hochradfahrer.

## Sportliche Laufbahn

Sieg von Erdmann bei Rund um Berlin (1910)

Am 16. August 1908 belegte Karl Erdmann mit einem Rückstand von 4:33 Minuten auf den Sieger bei Rund um Berlin den fünften Platz bei den Amateuren. Obwohl er aus Trebbin stammte, fuhr er für den Verein Askania Dessau. Wenige Wochen zuvor war er bei der Harzrundfahrt Siebter geworden. 1910 gewann er „Rund um Berlin“ auf der 245 Kilometer langen Strecke Barnim−Oranienburg−Mittenwalde−Kleinmachnow als Schnellster von 323 Amateuren mit einer Zeit von neun Stunden, 3 Minuten und 57 Sekunden; Sieger der 25 Profis war Karl Saldow, der nur rund drei Minuten weniger für die Strecke benötigte (9 Stunden, 20 Sekunden). Im selben Jahr gewann Erdmann Rund durch Schwaben, wurde Zweiter bei der vierten Austragung von „Rund um die Hainleite“ und kam zeitgleich mit dem ebenfalls aus Trebbin stammenden Gustav Schulze (9:22:08) ins Ziel.
Am 13. August 1911 wurde Erdmann Sechster beim 254 Kilometer langen Rennen Rund um die Hainleite (9:28:05, gemeinsam mit acht anderen Fahrern). Nur eine knappe Woche später, am 19. August 1911, startete er als Berufsfahrer bei dem knapp 600 Kilometer langen Rennen „Wien-Berlin“ und wurde nach ca. 28 Stunden Fahrzeit Neunter.

## Erfolge
- 1910 Rund um Berlin (Amateure)